# Опросинья
Опросинья — река в России, протекает по Тотемскому району Вологодской области. Устье реки находится в 17 км от устья Большой Нореньги по правому берегу. Длина реки составляет 13 км.
Исток расположен в лесах в 18 км к северо-востоку от Тотьмы. Река течёт на юго-восток по лесистой, ненаселённой местности.

## Данные водного реестра
По данным государственного водного реестра России относится к Двинско-Печорскому бассейновому округу, водохозяйственный участок реки — Северная Двина от начала реки до впадения реки Вычегда, без рек Юг и Сухона (от истока до Кубенского гидроузла), речной подбассейн реки — Сухона. Речной бассейн реки — Северная Двина.
Код объекта в государственном водном реестре — 03020100312103000008657.